# Favoritka
Favoritka (v originále La Favorite) je název opery Gaetana Donizettiho z roku 1840. Premiéra proběhla 2. prosince v Paříži. Autory libreta jsou Alphonse Royer, Gustave Vaëz a Eugène Scribe.

## Hlavní postavy
- Leonora (mezzosoprán)
- Inés (soprán)
- Fernando (tenor)
- Alfons XI., král kastilský (baryton)
- Don Gaspar (tenor)
- Opat (bas)

## Obsah
Favoritka je opera o čtyřech dějstvích. Její děj se odehrává ve Španělsku v roce 1340.

### První dějství
Klášterní novic Fernando se při modlitbách zamiluje do neznámé dívky a odchází kvůli ní po roztržce s opatem z kláštera. Dostává se až do zahrady domu, kde tato dívka bydlí a vyznává jí lásku. Tu Leonora (tak se dívka jmenuje) opětuje, ale nepřizná se Fernandovi, že je favoritkou (tj. milenkou) kastilského krále.

### Druhé dějství
Na Leonořinu přímluvu se Fernando stává královským důstojníkem a vyznamená se v bitvě s Turky. Don Gaspar zadrží dopis, který Fernando posílá po Inés Leonoře, a předává jej králi. Děj opery ještě více komplikuje příchod opata, který vyhrožuje králi, že pokud se nezřekne hříšného poměru s Leonorou, zařídí mu u papeže v Římě klatbu.

### Třetí dějství
Fernando se králi svěřuje s láskou k Leonoře a král mu z vděčnosti za jeho statečnost slibuje pomoc. Vstupuje Leonora a král slibuje Fernandovi její ruku. Tím se zdá být vše urovnáno - král se vyhne klatbě a Fernando s Leonorou budou oddáni.
Proti tomuto řešení se ale bouří dvořané, kteří odsuzují takové řešení sporu o mravnost a i Fernando je pobouřen, když se dozvídá, že by se měl stát manželem královy bývalé milenky. Pohádá se s králem a Leonoru prokleje.

### Čtvrté dějství
Fernando se vrací do kláštera rozhodnut pokračovat v kariéře mnicha. Leonora se do kláštera dostane v převleku za mnicha a prosí Fernanda o odpuštění. Když jsou její prosby marné a Fernanda neobměkčí, padá Leonora k zemi a umírá žalem.